# تشارلز سبراغ سرجنت
تشارلز سبراغ سرجنت (24 أبريل 1841-22 مارس 1927) (بالإنجليزية: Charles Sprague Sargent)‏ هو عالم نبات أمريكي. عُين في عام 1872 كأول مدير لمشتل أرنولد في جامعة هارفارد في بوسطن ، ماساتشوستس ، وظل يشغل هذا المنصب حتى وفاته. نشر العديد من الأعمال في علم النبات ووصف عددا منها مثل : تفاح كوماروفي ، حور باري ، حور جاكي ، وخوخ أخضر.

## طفولته ودراسته
كان سارجنت هو الابن الثاني لهنريتا (جراي) وإغناتيوس سارجنت وهو تاجر ومصرفي من بوسطن نما ثريًا من خلال استثمارات السكك الحديدية. نشأ في مزرعة والده التي تبلغ مساحتها 130 فدانًا (53 هكتارًا) الواقعة في بروكلين ، ماساتشوستس.
التحق بكلية هارفارد ، حيث تخرج في علم الأحياء عام 1862. ثم التحق في جيش الاتحاد في وقت لاحق من ذلك العام ، وأدى الخدمة العسكرية في لويزيانا خلال الحرب الأهلية الأمريكية . سافر في أوروبا وآسيا لمدة ثلاث سنوات.